# 永井直壮
永井 直壮（ながい なおさか、弘化3年（1846年） - 慶応元年8月19日（1865年10月8日））は、大和新庄藩の第8代藩主。大和櫛羅藩の初代藩主。永井家宗家12代。
大和新庄藩永井家分家で7000石を領した大身旗本の永井直次の次男。官位は従五位下、信濃守。弘化4年（1847年）5月13日生まれともされる。
幼名は伝八郎。先代藩主永井直幹の養嗣子となり、文久3年（1863年）8月19日の直幹の隠居により跡を継ぐ。藩庁を大和新庄から櫛羅に移した。慶応元年（1865年）8月19日（6月21日とも）、20歳で死去し、跡を養嗣子の直哉が継いだ。墓所は東京都中野区上高田の功運寺。